# إيفا فارما
إيڤا فارما (بالإنجليزية: Eva Pharma) هي شركة أدوية مصرية تأسست عام 1997م، وأصبحت واحدة من أكبر شركات صناعة الأدوية في الشرق الأوسط وشمال إفريقيا، ومقرها الرئيسي في القاهرة بينما يمتد عملها في أكثر من 41 دولة حول العالم، من بينها دول الاتحاد الأوروبي، وهي تنتج أكثر من 140 صنفاً من الأدوية، تغطي مختلف الفئات العلاجية بما في ذلك: طب الأعصاب، الطب النفسي، أمراض القلب والأوعية الدموية، جراحة العظام، الجهاز الهضمي، طب الأطفال، المسالك البولية، والأمراض الجلدية. ومن أشهر منتجاتها: «ميلجا»، «ثيوتاسيد»، «أوسوفورتين»، و«كارنفيتا فورت».

## التاريخ
تأسست الشركة عام 1997م، لكن تاريخها الحقيقي يعود إلى عام 1935م عندما قام الدكتور رياض أرمانيوس بإنشاء مصنع دلتا، والذي كان عبارة عن مختبر متخصص بإنتاج التركيبات الطبية، ولذلك فهي تعتبر ثاني أقدم شركة أدوية في مصر.

## الجودة
تقوم الشركة بتطبيق أعلى معايير الجودة في الإنتاج باستخدام التكنولوجيا الرقمية الحديثة، وقد حصلت على ختم الموافقة من السلطات الدولية والإقليمية، بما في ذلك الوكالة الأوروبية للأدوية، وزارة الصحة الكندية، الهيئة العامة للغذاء والدواء في السعودية، والجهات التنظيمية في الإمارات العربية المتحدة ودول مجلس التعاون الخليجي، كما حصلت على شهادة التميز في إجراء دراسات الثبات (SPEC) من هيئة الدواء المصرية عام 2021م.